# 1648
Il 1648 (MDCXLVIII in numeri romani) è un anno bisestile del XVII secolo.

## Eventi
- 17 gennaio – Il Parlamento Lungo inglese rompe i negoziati con Re Carlo I dando il via alla seconda fase della guerra civile inglese.
- 1º maggio – Ha inizio l'assedio di Candia, roccaforte veneziana, che si concluderà solo 21 anni dopo, con la conquista della città da parte dell'Impero ottomano.
- maggio – Dopo la caduta della Repubblica Napoletana, Altamura subisce la dura repressione dopo l'adesione della città murgiana alla Repubblica.
- 24 ottobre – Pace di Vestfalia: pose fine alla Guerra dei Trent'anni. Per gli Asburgo rappresentò una grave sconfitta. 3 trattati firmati dalla Francia, dalla Svezia, dall'Imperatore e dai principi tedeschi. Essa stabilisce che la Francia conservi i vescovati di Metz, Toul e Verdun e acquistasse l'Alsazia. La Svezia riceve la Pomerania occidentale e il Ducato di Brema, consolidando l'egemonia sul Baltico. Il Palatinato torna al figlio di Federico V.

## Nati

### Gennaio
- 4 gennaio - Baldassarre Cenci, cardinale e arcivescovo cattolico italiano († 1709)

### Febbraio
- 14 febbraio - Francesco Ramírez, arcivescovo cattolico spagnolo († 1715)
- 23 febbraio - Arabella Churchill,  inglese († 1730)

### Marzo
- 1º marzo - Giuseppe Del Papa, medico italiano († 1735)
- 5 marzo - Nicola Partenio Giannettasio, gesuita e poeta italiano († 1715)
- 13 marzo - Anna del Palatinato, principessa († 1723)
- 24 marzo - Giuseppe Bondola, vescovo cattolico italiano († 1713)
- 31 marzo - Sebastiaen van Aken, pittore fiammingo († 1722)

### Aprile
- 2 aprile - Cornelis Huysmans, pittore tedesco († 1727)
- 4 aprile - Grinling Gibbons, scultore inglese († 1721)
- 5 aprile - Marcantonio Franceschini, pittore italiano († 1729)
- 8 aprile - Carlo di Lorena, conte di Marsan, nobile francese († 1708)
- 9 aprile - Henri de Massue, militare britannico († 1720)
- 13 aprile - Jeanne Guyon, mistica francese († 1717)
- 26 aprile - Pietro II del Portogallo, re portoghese († 1706)
- 26 aprile - Nicolas de Lamoignon de Bâville, magistrato francese († 1724)

### Maggio
- 3 maggio - Humphrey Prideaux, teologo britannico († 1724)
- 14 maggio - René de Froulay de Tessé, militare e diplomatico francese († 1725)
- 15 maggio - Guglielmo d'Assia-Rotenburg, nobile († 1725)
- 15 maggio - Bartolomeo Bimbi, pittore italiano († 1729)
- 24 maggio - Alberto di Sassonia-Coburgo, nobile († 1699)

### Giugno
- 9 giugno - Giuseppe Vallemani, cardinale e arcivescovo cattolico italiano († 1725)
- 13 giugno - Ludovico David, pittore svizzero
- 24 giugno - Giovanni Battista Pamphili, II principe di San Martino al Cimino e Valmontone, principe italiano († 1709)

### Luglio
- 2 luglio - Arp Schnitger, organaro tedesco († 1719)
- 21 luglio - John Graham, I visconte Dundee, militare, politico e nobile scozzese († 1689)

### Agosto
- 3 agosto - William Fermor, I barone Leominster, nobile e politico inglese († 1711)
- 9 agosto - Johann Michael Bach, musicista tedesco († 1694)
- 14 agosto - Alfonso Enrico di Lorena, nobile francese († 1718)
- 21 agosto - Giuseppe Zatrillas, poeta e politico italiano († 1720)
- 22 agosto - Gerard Hoet, pittore, disegnatore e scrittore olandese († 1733)
- 28 agosto - Ferdinando II Gonzaga, nobile italiano († 1723)
- 28 agosto - Luigi II d'Este, nobile italiano († 1698)
- 30 agosto - Jean-Baptiste Morvan de Bellegarde, presbitero, scrittore e traduttore francese († 1734)

### Settembre
- 2 settembre - Maddalena Sibilla di Sassonia-Weissenfels, principessa († 1681)
- 22 settembre - Gasparo Cavalieri, cardinale e arcivescovo cattolico italiano († 1690)
- 22 settembre - Giovanni Battista Fassola, scrittore e storico italiano († 1713)
- 24 settembre - Louis-Armand Champion de Cicé, missionario e vescovo cattolico francese († 1727)
- 27 settembre - Michelangelo Tamburini, gesuita italiano († 1730)
- 29 settembre - Michelangelo Garove, architetto, ingegnere e urbanista italiano († 1713)

### Ottobre
- 3 ottobre - Elisabeth Sophie Chéron, pittrice, poetessa e musicista francese († 1711)
- 13 ottobre - Francesca Maddalena d'Orléans, nobile francese († 1664)
- 14 ottobre - Giorgio Clerici, III marchese di Cavenago, nobile e politico italiano († 1736)
- 19 ottobre - Domenico Viva, gesuita e teologo italiano († 1726)

### Novembre
- 11 novembre - Francesco Maria Casini, cardinale italiano († 1719)
- 12 novembre - Hector de Callière, funzionario francese († 1703)
- 12 novembre - Juana Inés de la Cruz, religiosa e poetessa messicana († 1695)
- 15 novembre - Juan María de Salvatierra, religioso e missionario italiano († 1717)
- 27 novembre - Petrus Codde, arcivescovo cattolico e teologo olandese († 1710)
- 29 novembre - Charles César Baudelot de Dairval, antiquario francese († 1722)

### Dicembre
- 5 dicembre - Charles François d'Angennes, corsaro, nobile e funzionario francese († 1691)
- 7 dicembre - Giovanni Maria Capelli, compositore italiano († 1726)
- 15 dicembre - Gregory King, genealogista e statistico britannico († 1712)
- 20 dicembre - Tommaso Ceva, gesuita, poeta e matematico italiano († 1737)

### Senza giorno specificato
- Johannes Bronkhorst, incisore, pittore e disegnatore olandese († 1727)
- Gaspard Abeille, poeta, drammaturgo e abate francese († 1718)
- Giovanni Raffaele Badaracco, pittore italiano († 1726)
- Jean Bernanos, pirata francese († 1695)
- Giovanni Ambrogio Besozzi, pittore italiano († 1706)
- Basilio Brollo, religioso, missionario e sinologo italiano († 1704)
- Maurizio Francesco Bruno, pittore italiano († 1726)
- Antonio Carabelli, scultore svizzero († 1694)
- James Cecil, III conte di Salisbury, nobile e politico britannico († 1683)
- Demetrio Degni, tipografo e incisore italiano († 1740)
- James Drummond, I duca di Perth, nobile e politico scozzese († 1716)
- Louis Ferdinand Elle il giovane, pittore francese († 1717)
- Giovanni Francesco Gemelli Careri, giurista e avventuriero italiano († 1724)
- Arcangelo Guglielmelli, architetto, ingegnere e pittore italiano († 1723)
- Arthur Herbert, I conte di Torrington, militare inglese († 1716)
- Kǒng Shàngrèn, poeta, storico e drammaturgo cinese († 1718)
- Antonio Lante Montefeltro della Rovere, II duca di Bomarzo, nobile italiano († 1716)
- Edward Lloyd, imprenditore britannico († 1713)
- Hieronim Augustyn Lubomirski, condottiero polacco († 1706)
- Jean Mauger, medaglista francese († 1722)
- Solimano di Persia,  persiano († 1694)
- Girolamo Negri, pittore italiano
- Francesco Maria Nigrisoli, medico italiano († 1727)
- Lorenzo Ottoni, scultore italiano († 1736)
- Giovanni Pietro Perti, scultore e architetto italiano († 1714)
- Charles Rivière, scrittore e drammaturgo francese († 1724)
- Paul Strudel, pittore e scultore austriaco († 1708)
- Claude-Frédéric t'Serclaes van Tilly, generale olandese († 1723)
- Thomas Wharton, I marchese di Wharton, nobile e politico inglese († 1715)
- Anne de Rohan-Chabot, nobile francese († 1709)
- Devlet II Giray († 1718)

## Morti

### Gennaio
- 2 gennaio - Girolamo Lucich, vescovo cattolico croato (n. 1575)
- 3 gennaio - Giacomo Goria, vescovo cattolico italiano (n. 1571)
- 12 gennaio - Tommaso Caccini, predicatore italiano (n. 1574)
- 15 gennaio - Francesco Fernández de Capillas, presbitero spagnolo (n. 1607)
- 20 gennaio - Maddalena Caterina del Palatinato-Zweibrücken, nobile tedesca (n. 1607)
- 23 gennaio - Francisco de Rojas Zorrilla, drammaturgo spagnolo (n. 1607)

### Febbraio
- 3 febbraio - Ottavio Bruto Revese, architetto italiano (n. 1585)
- 21 febbraio - Antonio Basso, poeta italiano (n. 1605)
- 22 febbraio - Guglielmo Lamormaini, gesuita e teologo austriaco (n. 1570)
- 23 febbraio - Guillaume Cureau, pittore francese (n. 1595)
- 28 febbraio - Cristiano IV di Danimarca, re (n. 1577)

### Marzo
- 7 marzo - Giovanni Battista Grimani, militare italiano
- 7 marzo - Caterina di Lorena, nobile e badessa francese (n. 1573)
- 14 marzo - Ferdinando Fairfax, II lord Fairfax di Cameron, politico e generale inglese (n. 1584)
- 16 marzo - Tozawa Masamori, guerrigliero giapponese (n. 1585)
- 21 marzo - Leone Modena, rabbino italiano (n. 1571)

### Aprile
- 6 aprile - Francesco Salazar, rivoluzionario italiano (n. 1606)
- 12 aprile - Caterina Belgica di Nassau, principessa (n. 1578)
- 13 aprile - Martin Faber, pittore e architetto tedesco
- 20 aprile - Francesco Antonio Arpaja,  italiano (n. 1587)
- 21 aprile - Alonso Rodriguez, pittore italiano (n. 1578)
- 26 aprile - Vibeke Kruse, nobile danese (n. 1609)
- 28 aprile - Francesco Maria Domenico Carafa, nobile italiano
- 29 aprile - John Forbes, teologo scozzese (n. 1593)

### Maggio
- 17 maggio - Peter Melander von Holzappel, militare tedesco (n. 1589)
- 20 maggio - Ladislao IV Vasa, sovrano (n. 1595)
- 23 maggio - Louis Le Nain, pittore francese (n. 1593)
- 25 maggio - Antoine Le Nain, pittore francese (n. 1600)
- 25 maggio - Giuseppe Maria Pizzini, vescovo cattolico italiano (n. 1607)
- 26 maggio - Vincent Voiture, poeta francese (n. 1597)
- 28 maggio - William Percy, poeta e drammaturgo inglese (n. 1574)

### Giugno
- 20 giugno - Gennaro Annese, rivoluzionario italiano (n. 1604)
- 21 giugno - Giovanni Vincenzo Imperiale, poeta e scrittore italiano (n. 1582)
- 27 giugno - Arngrímur Jónsson, scrittore islandese (n. 1568)

### Luglio
- 4 luglio - Antonio Daniel, missionario francese (n. 1601)
- 7 luglio - Uberto Visconti di Somma, presbitero e politico italiano
- 12 luglio - Johann Stadlmayr, compositore tedesco (n. 1575)
- 25 luglio - Jan Matham, pittore e incisore olandese (n. 1600)

### Agosto
- 2 agosto - Claudia Francesca di Lorena, nobile francese (n. 1612)
- 7 agosto - Hezarpare Ahmed Pascià, politico ottomano
- 18 agosto - Ibrahim I, sultano ottomano (n. 1615)
- 20 agosto - Edward Herbert, filosofo e poeta inglese (n. 1583)
- 23 agosto - Vincenzo Napoli, vescovo cattolico italiano (n. 1574)
- 24 agosto - Diego de Saavedra Fajardo, scrittore e diplomatico spagnolo (n. 1584)
- 25 agosto - Giuseppe Calasanzio, presbitero e santo spagnolo (n. 1557)
- 26 agosto - Domenico Colese, brigante italiano (n. 1607)
- 28 agosto - Pietro Palazzo, presbitero italiano (n. 1576)
- 30 agosto - Maria Roccaforte, religiosa italiana (n. 1597)
- 31 agosto - Michele Mazzarino, cardinale e arcivescovo cattolico italiano (n. 1605)

### Settembre
- 1º settembre - Marin Mersenne, teologo, filosofo e matematico francese (n. 1588)
- 20 settembre - Johannes Lucacich, francescano e compositore dalmata
- 28 settembre - Melchior Inchofer, storico, gesuita e latinista austriaco (n. 1584)

### Ottobre
- 11 ottobre - Giorgio I Rákóczi, principe (n. 1593)
- 13 ottobre - Francesco Prestino, ingegnere italiano (n. 1610)
- 24 ottobre - Giovanni Antonio Rigatti, compositore italiano (n. 1613)
- 29 ottobre - Thomas Rainsborough, politico e militare britannico (n. 1610)

### Novembre
- 1º novembre - Ulrico II della Frisia orientale, conte (n. 1605)
- 15 novembre - Lorenzo de' Medici,  italiano (n. 1599)
- 15 novembre - Conrad Zellweger, politico svizzero
- 17 novembre - Thomas Ford, liutista e compositore inglese

### Dicembre
- 1º dicembre - Flora Zuzzeri, poetessa dalmata (n. 1552)
- 6 dicembre - Antonio Bevilacqua, nobiluomo e militare italiano (n. 1592)
- 10 dicembre - Federico IV di Brunswick-Lüneburg, duca (n. 1574)
- 14 dicembre - Lelio Falconieri, cardinale e arcivescovo cattolico italiano (n. 1585)
- 17 dicembre - George Gillespie, teologo scozzese (n. 1613)
- 17 dicembre - Hendrick Goudt, pittore, incisore e disegnatore olandese (n. 1583)
- 20 dicembre - Innocenzo da Petralia, scultore e religioso italiano (n. 1592)
- 25 dicembre - Claudia de' Medici, nobile italiana (n. 1604)

### Senza giorno specificato
- Alessandro del Montenegro (n. 1585)
- Lorenzo Allegri, compositore e liutista italiano (n. 1567)
- Fernando de Alva Cortés Ixtlilxochitl, storico messicano
- Cesare Bassano, incisore e pittore italiano (n. 1584)
- Guillaume Berthelot, scultore francese (n. 1580)
- Francesco Boldrini, pittore italiano (n. 1584)
- Pietro Paolo Bombino, gesuita e umanista italiano (n. 1575)
- Ottavio Broglia, abate e vescovo cattolico italiano
- Lorenzo Brunelli, compositore italiano (n. 1588)
- Francesco Brunetti, storico e scrittore italiano
- Simone Cantarini, pittore italiano (n. 1612)
- Giovanni Battista Casali, storico e antiquario italiano (n. 1578)
- François de Cauvigny de Colomby, poeta e oratore francese (n. 1588)
- Émeric Crucé, monaco cristiano francese
- Vincenzo D'Andrea, avvocato italiano
- Michael East, organista e compositore inglese (n. 1580)
- Girolamo Facciotto, architetto italiano
- Giulio Genoino, giurista e presbitero italiano (n. 1567)
- Geronimo Gerardi, pittore fiammingo (n. 1595)
- Caspar van den Hoecke, pittore fiammingo (n. 1585)
- Agostino Mollo, avvocato italiano
- Juan Gómez de Mora, architetto spagnolo (n. 1586)
- Matteo Nigetti, architetto e scultore italiano
- Bartolomeo Passante, pittore italiano (n. 1618)
- Martino Pesenti, compositore, organista e clavicembalista italiano (n. 1600)
- Andrea Polinori, pittore italiano (n. 1586)
- Antonio de Puga, pittore spagnolo (n. 1602)
- Qin Liangyu, generale cinese (n. 1574)
- Giacomo Antonio Santagostino, pittore italiano (n. 1588)
- Ortensio Scammacca, drammaturgo italiano (n. 1562)
- Gabriel Sionita, religioso, insegnante e traduttore libanese (n. 1577)
- Willem van Steenree, pittore olandese (n. 1600)
- Bartolomeo Tortoletti, poeta e scrittore italiano (n. 1560)
- Tirso de Molina, religioso, drammaturgo e poeta spagnolo (n. 1579)
- Giovanni Vermexio, architetto italiano
- Francesco Angelo de Vico, avvocato, storico e politico spagnolo (n. 1580)
- Barbora Žagariete, religiosa lituana (n. 1628)
- Isaac de Caus, architetto francese (n. 1590)
- Lefkeli Mustafa Pascià, politico ottomano

## Calendario
| Calendario 1648 | Calendario 1648 | Calendario 1648 | Calendario 1648 | Calendario 1648 | Calendario 1648 | Calendario 1648 | Calendario 1648 | Calendario 1648 | Calendario 1648 | Calendario 1648 | Calendario 1648 | Calendario 1648 | Calendario 1648 | Calendario 1648 | Calendario 1648 | Calendario 1648 | Calendario 1648 | Calendario 1648 | Calendario 1648 | Calendario 1648 | Calendario 1648 | Calendario 1648 | Calendario 1648 | Calendario 1648 | Calendario 1648 | Calendario 1648 | Calendario 1648 | Calendario 1648 | Calendario 1648 | Calendario 1648 | Calendario 1648 | Calendario 1648 |
| --------------- | --------------- | --------------- | --------------- | --------------- | --------------- | --------------- | --------------- | --------------- | --------------- | --------------- | --------------- | --------------- | --------------- | --------------- | --------------- | --------------- | --------------- | --------------- | --------------- | --------------- | --------------- | --------------- | --------------- | --------------- | --------------- | --------------- | --------------- | --------------- | --------------- | --------------- | --------------- | --------------- |
|                 | 1               | 2               | 3               | 4               | 5               | 6               | 7               | 8               | 9               | 10              | 11              | 12              | 13              | 14              | 15              | 16              | 17              | 18              | 19              | 20              | 21              | 22              | 23              | 24              | 25              | 26              | 27              | 28              | 29              | 30              | 31              |                 |
| Gennaio         | Me              | Gi              | Ve              | Sa              | Do              | Lu              | Ma              | Me              | Gi              | Ve              | Sa              | Do              | Lu              | Ma              | Me              | Gi              | Ve              | Sa              | Do              | Lu              | Ma              | Me              | Gi              | Ve              | Sa              | Do              | Lu              | Ma              | Me              | Gi              | Ve              |                 |
| Febbraio        | Sa              | Do              | Lu              | Ma              | Me              | Gi              | Ve              | Sa              | Do              | Lu              | Ma              | Me              | Gi              | Ve              | Sa              | Do              | Lu              | Ma              | Me              | Gi              | Ve              | Sa              | Do              | Lu              | Ma              | Me              | Gi              | Ve              | Sa              |                 |                 |                 |
| Marzo           | Do              | Lu              | Ma              | Me              | Gi              | Ve              | Sa              | Do              | Lu              | Ma              | Me              | Gi              | Ve              | Sa              | Do              | Lu              | Ma              | Me              | Gi              | Ve              | Sa              | Do              | Lu              | Ma              | Me              | Gi              | Ve              | Sa              | Do              | Lu              | Ma              |                 |
| Aprile          | Me              | Gi              | Ve              | Sa              | Do              | Lu              | Ma              | Me              | Gi              | Ve              | Sa              | Do              | Lu              | Ma              | Me              | Gi              | Ve              | Sa              | Do              | Lu              | Ma              | Me              | Gi              | Ve              | Sa              | Do              | Lu              | Ma              | Me              | Gi              |                 |                 |
| Maggio          | Ve              | Sa              | Do              | Lu              | Ma              | Me              | Gi              | Ve              | Sa              | Do              | Lu              | Ma              | Me              | Gi              | Ve              | Sa              | Do              | Lu              | Ma              | Me              | Gi              | Ve              | Sa              | Do              | Lu              | Ma              | Me              | Gi              | Ve              | Sa              | Do              |                 |
| Giugno          | Lu              | Ma              | Me              | Gi              | Ve              | Sa              | Do              | Lu              | Ma              | Me              | Gi              | Ve              | Sa              | Do              | Lu              | Ma              | Me              | Gi              | Ve              | Sa              | Do              | Lu              | Ma              | Me              | Gi              | Ve              | Sa              | Do              | Lu              | Ma              |                 |                 |
| Luglio          | Me              | Gi              | Ve              | Sa              | Do              | Lu              | Ma              | Me              | Gi              | Ve              | Sa              | Do              | Lu              | Ma              | Me              | Gi              | Ve              | Sa              | Do              | Lu              | Ma              | Me              | Gi              | Ve              | Sa              | Do              | Lu              | Ma              | Me              | Gi              | Ve              |                 |
| Agosto          | Sa              | Do              | Lu              | Ma              | Me              | Gi              | Ve              | Sa              | Do              | Lu              | Ma              | Me              | Gi              | Ve              | Sa              | Do              | Lu              | Ma              | Me              | Gi              | Ve              | Sa              | Do              | Lu              | Ma              | Me              | Gi              | Ve              | Sa              | Do              | Lu              |                 |
| Settembre       | Ma              | Me              | Gi              | Ve              | Sa              | Do              | Lu              | Ma              | Me              | Gi              | Ve              | Sa              | Do              | Lu              | Ma              | Me              | Gi              | Ve              | Sa              | Do              | Lu              | Ma              | Me              | Gi              | Ve              | Sa              | Do              | Lu              | Ma              | Me              |                 |                 |
| Ottobre         | Gi              | Ve              | Sa              | Do              | Lu              | Ma              | Me              | Gi              | Ve              | Sa              | Do              | Lu              | Ma              | Me              | Gi              | Ve              | Sa              | Do              | Lu              | Ma              | Me              | Gi              | Ve              | Sa              | Do              | Lu              | Ma              | Me              | Gi              | Ve              | Sa              |                 |
| Novembre        | Do              | Lu              | Ma              | Me              | Gi              | Ve              | Sa              | Do              | Lu              | Ma              | Me              | Gi              | Ve              | Sa              | Do              | Lu              | Ma              | Me              | Gi              | Ve              | Sa              | Do              | Lu              | Ma              | Me              | Gi              | Ve              | Sa              | Do              | Lu              |                 |                 |
| Dicembre        | Ma              | Me              | Gi              | Ve              | Sa              | Do              | Lu              | Ma              | Me              | Gi              | Ve              | Sa              | Do              | Lu              | Ma              | Me              | Gi              | Ve              | Sa              | Do              | Lu              | Ma              | Me              | Gi              | Ve              | Sa              | Do              | Lu              | Ma              | Me              | Gi              |                 |